# ラリー・ヴァン・クリート
ラリー・ヴァン・クリート（Larry Van Kriedt、1954年7月4日 - ）は、アメリカ生まれでオーストラリアのジャズ・ミュージシャン。ハードロック・バンド、AC/DCの結成時のベーシストとして広く知られている。
1973年11月にAC/DCが結成されたときのラインナップは、マルコム・ヤング（リズムギター）、アンガス・ヤング（リードギター）、デイヴ・エヴァンス（リード・ボーカル）、コリン・バージェス（ドラム）と、ヴァン・クリート（ベース）だった。ヴァン・クリートは、ベースのほか、サクソフォーンなども演奏する。
姪はyonigeのギター、ボーカルを務める牛丸ありさ。

## 経歴

### 生い立ち
ラリー・ヴァン・クリートは、いろいろな楽器を演奏するが、もともとサンフランシスコの音楽一家の生まれである。父デヴィッド・ヴァン・クリート（David van Kriedt）は、名高いジャズ・ミュージシャンで、作曲、編曲、演奏をこなし、デイヴ・ブルーベック、ポール・デズモンド、スタン・ケントンなどの大物と仕事をしていた。ラリー少年の生活の中心には常に音楽、特にジャズがあった。ラリーは9歳からダブルベース、12歳からギターを演奏し、15歳からサクソフォーンとボーカルをリストに加えた。彼は父から、ジャズ、和声、作曲、編曲などを教え込まれた。
1969年、15歳のときにヴァン・クリート一家はオーストラリアのシドニーへ移住し、到着後間もなくラリーはアンガス・ヤングと知り合い、アンガスや、その兄のマルコム・ヤングとつき合うようになった。当時のラリーは、既にジャズ系のギタリストとして一人前だったと言われている。1973年、オリジナル・ラインナップのAC/DCのベーシストとして、スタジオ・セッションをほぼ初めて経験することになった。

### AC/DC
ヴァン・クリートは4ヶ月バンドに留まったが、1974年2月には脱退し、ベースはニール・スミス（Neil Smith）に交代した。その後、数ヶ月にわたってAC/DCは何人ものベーシストを雇い、4月からはロブ・ベイリーがメンバーとなるが、1975年1月にはベイリーが解雇されてしまい、直後にはヴァン・クリートが復帰して穴を埋めることも何回かあった。やがて、適任者が見つかるまではマルコム・ヤングか、ヤング兄弟の兄ジョージ・ヤングがベースを担当することが決まる。適任者として、新たに3月からメンバーとなったのはマーク・エヴァンスであった。
ちなみに、ヴァン・クリートは、AC/DCの歴史において、唯一のアメリカ合衆国生まれのメンバーである。

### AC/DC脱退後
ヴァン・クリートは、様々なスタイルの音楽を演奏し、アーティストとしても、プロデューサーとしても、数多くのアルバムを作っており、自ら所有する録音スタジオの運営も行っている。ヴァン・クリートは、The Eighty Eights、Non Stop Dancers、Def FX、Afram、The LPs、The Larry Van Kriedt Quartetといったバンドにメンバーとして参加してきた。ヴァン・クリートが作曲、録音した曲は、オーストラリア、日本、ニュージーランド、アメリカ合衆国、ヨーロッパで成功を収めており、ヴァン・クリートは北米をはじめ世界中で仕事をして来ている。
1997年から1999年まで、ヴァン・クリートはモロッコに住み、自らが率いるバンドAfamとともに、ラジオ、テレビ、コンサートで活躍した。1998年には、エッサウィラで開催された第1回グナワ・フェスティバルで、チャリティ資金を集めるために一役買った。モロッコを離れた後は、バスキングをしながら世界各地を回り、ストリートでジャズを演奏しながら、ロンドンからプロヴァンスを経て、シドニーに戻ってきた。この頃から、ヴァン・クリートは、ジャズのスタンダード曲のバッキング・トラックを作成するようになった。
2002年、ヴァン・クリートは、世界で初めて、ジャズのバッキング・トラックがオンラインでダウンロードできるサイト「Jazzbacks.com」を開設した。
2007年、ヴァン・クリートは、ポール・アグバコバ（Paul Agbakoba）と The LPsを始めた。